# Motor síncrono

Esquema de um motor síncrono.

É um motor elétrico cuja velocidade de rotação é proporcional à frequência da sua alimentação.
Este motor pode ter o rotor constituído por um eletroímã (bobinas alimentadas por corrente contínua) ou constituído por imãs permanentes. Como o campo magnético do rotor é independente do campo magnético do estator, quando o campo magnético do rotor tenta se alinhar com o campo magnético girante do estator, o rotor adquire velocidade proporcional a frequência da alimentação do estator e acompanha o campo magnético girante estabelecido no mesmo, sendo por este motivo denominado síncrono. O aumento ou diminuição da carga não afeta sua velocidade. Se a carga ultrapassar os limites nominais do motor, este para definitivamente.
Plantas industriais geralmente possuem predominância de cargas reativas indutivas tais como motores de indução de pequeno porte ou de baixa velocidade de rotação as quais requerem considerável quantidade de potência reativa consumida como corrente de magnetização. Embora seja possível usar-se capacitores para suprir a necessidade de potência reativa, havendo a possibilidade, é freqüentemente preferível a utilização de motores síncronos como fonte de potência reativa.
No caso de motores síncronos em que o rotor é constituído por um eletroímã, é possível controlar a potência reativa fornecida ou consumida pelo motor controlando o circuito que alimenta o rotor. Este circuito é chamado de circuito de excitação da máquina.
Sendo assim, os motores síncronos podem tanto atuar como um dispositivo que absorve potência reativa (motor sub-excitado), e no caso operar como uma carga reativa, como também atuar como fonte de potência reativa fornecendo dentro de seus limites reativos para a rede elétrica (motor sobre-excitado).
O controle da potência ativa que é consumida ou fornecida pelo motor ou gerador síncrono é feito pelo controle da potência  mecânica entregue ou consumida pelo eixo do motor.
Alguns motores síncronos nao são auto-suficientes na partida, necessitando ser levados próximos a sua rotação nominal, através de um outro motor. Quando este alcança a velocidade próxima a rotação de trabalho, seu rotor é então alimentado e ele rapidamente alcança a velocidade de sincronismo. Atualmente, devido aos avanços na área da electrónica potência, os motores sincronos são maioriatariamente controlados por variados de frequência. Fazendo com que o motor consiga arrancar sem necessidade de um motor auxiliar.
Os motores síncronos e os motores de indução são os tipos de motores elétricos mais usados. A diferença entre estas duas categorias de motores é que os primeiros têm a velocidade definida pelas condições da alimentação, pois não o campo magnético do rotor não depende das correntes induzidas nele. Por outro lado, os motores de indução, de modo a produzir binário necessitam de funcionar com um certo deslizamento. O que significa que, para produzir binário, o rotor necessita de uma frequência de rotação mais baixa do que o campo giratório do estator, pois apenas desta maneira serão induzidas currentes rotóricas.
A velocidade do motor é determinada pela equação: Ns= (60.f)/p onde: Ns = Rotação síncrona (rpm)
```
     f = frequencia em hertz
     p = nº de pares de polos
```